# خلسه مذهبی
خلسه مذهبی (انگلیسی: Religious ecstasy)، این احساس آن گاه به وجود می‌آید که شخص در مواجهه با یک حقیقت قدسی قرار می‌گیرد.

## احساس تجربی مفهوم امر قدسی
عنصر «غیر عقلانی»، جنبه اساسی و در عین حال احساسی تجربی مفهوم «امر قدسی» و نقطه کانونی و حیاتی آن است.
این تجربه ممکن است برای هر انسانی در طول زندگی و به اشکال مختلف رخ دهد، ممکن است برق‌آسا هم چون نسیمی دل‌انگیز وارد شود و روح را از آرامشی برآمده از ژرف‌ترین لایه‌های پرستش، سرشار کند.
ممکن است این احساس به وضعیت روحی پایدارتر و ماندگارتری تبدیل شود و به صورت لرزش و ارتعاشی از سر خوف و انقیاد تداوم یابد، ممکن است به ناگاه به صورت جوششی فوران آسا از ژرفای روح سرزند و با شور و تکانی شدید، همراه باشد، یا به هیجانی به‌غایت غریب و به شوریدگی و حالت خلسه‌وار، صورت گیرد.

## وجدو جذبه و خلسهمذهبی
وجد و جذبه عبارت است از خشوع روح هنگام مطالعه سرّ حق و ناتوانی روح از تحمل غلبه شوق در لحظه شیرینی تصور.
وجد و جذبه عشق الهی است که محبت خالص است و چنین توصیف شده است:
جوهری الهی است در وجود انسان که چون از آلودگی‌های ماده بپالاید، لذتی را درک می‌کند که هیچ لذتی برابر آن نیست. در اینجا نه عارفی باقی می‌ماند و نه معروفی، نه عاشقی و نه معشوقی. بلکه آنچه باقی می‌ماند عشق واحد مطلقی است که ذات حق است که در اسم و رسم و صفت و نعمت نمی‌گنجد.

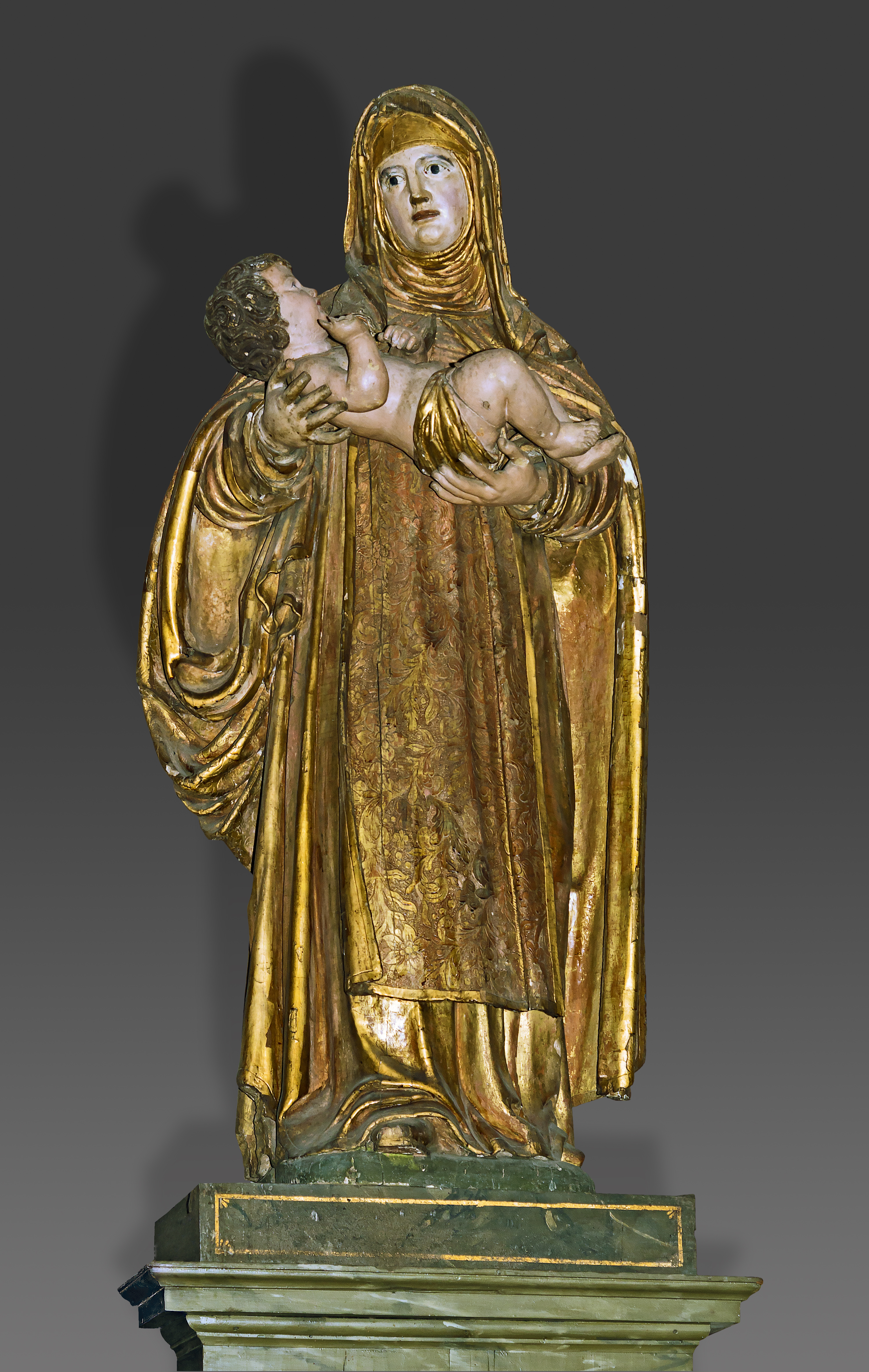
رز لیما که در سال 1671، 54 سال پس از مرگش، قدیس شد.

در تمامی تأملات و اندیشه‌های عارفان مسیحی مراحلِ تزکیه، اشراق و اتحاد. با سلوک عرفانی در میان خلسه و جذبه صورت می‌گیرد.